# 1739
| [ Edytuj tabelę ]              | |
| Król Polski                    | - 1733 August III Sas 1763 |
| Współksiążęta Andory           | - 1738 Jordi Curado y Torreblanca 1747 - 1715 Ludwik XV 1774 |
| Elektor Bawarii                | - 1726 Karol Albert 1745 |
| Sułtan Brunei                  | - 1730 Muhammad Alauddin 1745 |
| Cesarz Chin                    | - 1735 Qianlong 1796 |
| Król Czech                     | - 1711 Karol VI Habsburg 1740 |
| Król Danii                     | - 1730 Chrystian VI 1746 |
| Dalajlama                      | - 1708 Kelzang Gjaco 1757 |
| Cesarz Etiopii                 | - 1730 Ijasu II 1755 |
| Król Francji                   | - 1715 Ludwik XV 1774 |
| Król Hiszpanii                 | - 1724 Filip V 1746 |
| Landgraf Hesji-Kassel          | - 1730 Fryderyk I Heski 1751 |
| Stadhouder Holandii            | - 1702 drugi okres bez stadhoudera 1747 |
| Szach Iranu                    | - 1736 Nadir Szah Afszar 1747 |
| Państwo Wielkich Mogołów       | - 1720 Mohammed Szah 1748 |
| Król Irlandii                  | - 1727 Jerzy II Hanowerski 1760 |
| Cesarz Japonii                 | - 1735 Sakuramachi 1747 |
| Kalif                          | - 1736 Mahmud I 1754 |
| Patriarcha Konstantynopola     | - 1734 Neofit VI 1740 |
| Władca Korei                   | - 1724 Yŏngjo 1776 |
| Książę Kurlandii i Semigalii   | - 1737 Ernest Jan Biron 1741 |
| Książę Liechtensteinu          | - 1732 Józef Wacław 1745 |
| Sułtan Maroka                  | - 1738 Al-Mustadi ibn Isma’il 1740 |
| Książę Monako                  | - 1733 Honoriusz III 1793 |
| Król Nawarry                   | - 1710 Ludwik XV 1774 |
| Król Norwegii                  | - 1730 Chrystian VI 1746 |
| Sułtan Omanu                   | - 1728 Sajf II ibn Sultan 1743 |
| Elektor Palatynatu             | - 1716 Karol III Filip 1742 |
| Papież                         | - 1730 Klemens XII 1740 |
| Książę Parmy i Piacenzy        | - 1735 Karol 1740 |
| Król Portugalii                | - 1706 Jan V 1750 |
| Król w Prusach                 | - 1713 Fryderyk Wilhelm I 1740 |
| Car Rosji                      | - 1730 Anna 1740 |
| Cesarz Rzymski (niemiecki)     | - 1711 Karol VI Habsburg 1740 |
| Kapitanowie Regenci San Marino | - 1738 Giovanni Antonio Leonardelli Giovanni Martelli 1739 - 1739 Giovanni Benedetto Belluzzi Biagio Antonio Martelli 1739 - 1739 Gian Giacomo Angeli Alfonso Giangi 1740 - 1739 Gaspare Fogli 1739 |
| Elektor Saksonii               | - 1733 Fryderyk August II (król Polski) 1763 |
| Król Sardynii                  | - 1730 Karol Emanuel III 1773 |
| Król Szwecji                   | - 1720 Fryderyk I Heski 1751 |
| Król Tajlandii                 | - 1733 Boromma Kot 1758 |
| Sułtan Turków                  | - 1730 Mahmud I 1754 |
| Doża Wenecji                   | - 1735 Alvise Pisani 1741 |
| Król Węgier                    | - 1711 Karol III 1740 |
| Monarcha Wielkiej Brytanii     | - 1727 Jerzy II 1760 |
| Premier Wielkiej Brytanii      | - 1721 Robert Walpole 1742 |

Rok 1739 / MDCCXXXIX
stulecia: XVII wiek ~
XVIII wiek ~
XIX wiek

lata: 1729 «
1734 «
1735 «
1736 «
1737 «
1738 «
1739
» 1740
» 1741
» 1742
» 1743
» 1744
» 1749

## Wydarzenia w Polsce
- Rozpoczęto budowę kościoła w Szalowej (lub 1736).

## Wydarzenia na świecie
- 1 stycznia – Jean-Baptiste Charles Bouvet de Lozier odkrył Wyspę Bouveta.
- 24 lutego – zwycięstwo armii Nadir Szaha nad Mogołami w bitwie pod Karnalem.
- 26 maja – założono miasto Los Ángeles (Chile).
- 9 września – w Karolinie Południowej wybuchło największe powstanie niewolników w brytyjskich koloniach w Ameryce Północnej (Rebelia Stono).
- 18 września – podpisano traktat pokojowy w Belgradzie kończący (przy mediacji francuskiej) wojnę Rosji i Austrii z Turcją.
- 29 września – w Niszu (Serbia) zawarto traktat pokojowy pomiędzy Imperium osmańskim, a Imperium Rosyjskim kończący IV wojnę rosyjsko-turecką.
- 19 października – rozpoczęła się wojna kolonialna brytyjsko-hiszpańska.
- 23 października – Anglicy wypowiedzieli wojnę Hiszpanii, rozpoczynając tzw. wojnę o ucho Jenkinsa - Robert Walpole, premier Wielkiej Brytanii, wypowiedział wojnę pod naciskiem opinii publicznej.

- W Danii Chrystian VI Oldenburg wprowadził powszechny obowiązek uczęszczania do szkół podstawowych (przymus szkolny na wzór pruski). Nakaz pozostawał martwą literą.

## Urodzili się
- 2 marca – Kazimierz Raczyński, polski generał, uczestnik konfederacji targowickiej (zm. 1824)
- 16 marca - George Clymer, amerykański przedsiębiorca, polityk, kongresman ze stanu Pensylwania (zm. 1813)
- 26 marca – Franciszek Lefranc, francuski duchowny katolicki, męczennik, błogosławiony (zm. 1792)
- 30 marca
  - Paweł Ksawery Brzostowski, polski duchowny katolicki, pisarz wielki litewski, duchowny referendarz wielki litewski, kanonik wileński, publicysta, tłumacz (zm. 1827)
  - Maria Józefa Antonina Wittelsbach, księżniczka bawarska, cesarzowa rzymsko-niemiecka (zm. 1767)
- 31 marca - Józef Kleofas Wojciech Górski, polski duchowny katolicki, biskup kielecki (zm. 1818)
- 5 kwietnia - Philemon Dickinson, amerykański prawnik, polityk, senator ze stanu New Jersey (zm. 1809)
- 28 kwietnia – Sebastian Desbrielles, francuski duchowny katolicki, męczennik, błogosławiony (zm. 1792)
- 14 maja - Paine Wingate, amerykański polityk, senator ze stanu New Hampshire (zm. 1838)
- 11 czerwca – Johann Schultz, niemiecki filozof, matematyk i duchowny luterański (zm. 1805)
- 12 czerwca – Apolinary z Posat, francuski kapucyn, męczennik, błogosławiony katolicki (zm. 1792)
- 21 czerwca – Alojzy Fryderyk Brühl, generał artylerii koronnej, dyplomata, pisarz, wolnomularz, syn hrabiego Henryka von Brühla (zm. 1793)
- 22 czerwca - Aleksy Drewnowicz, polski rolnik, polityk, burmistrz Łodzi (zm. 1812)
- 9 lipca - Anton Ferdinand von Rothkirch und Panten, niemiecki duchowny katolicki, biskup pomocniczy wrocławski (zm. 1805)
- 19 lipca - Joseph Stanton Jr., amerykański wojskowy, polityk, senator ze stanu Rhode Island (zm. 1807)
- 13 września – Jan Krzysztof Kluk, polski ksiądz, przyrodnik, badacz flory polskiej (zm. 1796)
- 24 września – Grigorij Potiomkin (ros. Григо́рий Алекса́ндрович Потёмкин), rosyjski feldmarszałek (zm. 1791)
- 24 października - Anna Amalia von Braunschweig-Wolfenbüttel, księżna i regentka Saksonii-Weimaru-Eisenach (zm. 1807)
- 25 listopada – Maria Klotylda od św. Franciszka Borgiasza Paillot, francuska urszulanka, męczennica, błogosławiona katolicka (zm. 1794)

- data dzienna nieznana: 
  - Antoni Karol Oktawian du Bouzet, francuski duchowny katolicki, męczennik, błogosławiony (zm. 1792)
  - Antoni od św. Anny Galvão, brazylijski franciszkanin, święty katolicki (zm. 1822)
  - Baltazar Hacquet, austriacki przyrodnik pochodzenia francuskiego, badacz Alp i pionier badań przyrodniczych Karpat (zm. 1815)

## Zmarli
- 18 stycznia – Samuel Bernard, francuski finansista (ur. 1651)
- 18 marca – Friedrich Wilhelm von Grumbkow, pruski mąż stanu i marszałek (ur. 1678)
- 19 listopada – Wasilij Łukicz Dołgoruki, rosyjski dyplomata, rosyjski poseł i minister pełnomocny w I Rzeczypospolitej (ur. ok. 1670)
- 30 listopada – Anioł z Acri, włoski kapucyn, błogosławiony katolicki (ur. 1669)

## Święta ruchome
- Tłusty czwartek: 5 lutego
- Ostatki: 10 lutego
- Popielec: 11 lutego
- Niedziela Palmowa: 22 marca
- Wielki Czwartek: 26 marca
- Wielki Piątek: 27 marca
- Wielka Sobota: 28 marca
- Wielkanoc: 29 marca
- Poniedziałek Wielkanocny: 30 marca
- Wniebowstąpienie Pańskie: 7 maja
- Zesłanie Ducha Świętego: 17 maja
- Boże Ciało: 28 maja